# Show Me Your Soul
Show Me Your Soul – piosenka Red Hot Chili Peppers pochodząca z soundtracku do filmu Pretty Woman.
Piosenka również wydana jako singel.